# Luis de Guadalupe Martínez Ramírez
Luis de Guadalupe Martínez (Huajuapan de León, Oaxaca, 18 de abril de 1961). Es un abogado y político mexicano , miembro del Partido Acción Nacional. Fue Diputado local por el Distrito XV y presidente de la Comisión Permanente de la LXI Legislatura en el estado de Oaxaca. Fue presidente municipal de Huajuapan de León de 2014 a 2016.

## Biografía
Es hijo de Procopio Martínez y Carmen Ramírez. Sus estudios de primaria y secundaria los realizó en su natal Huajuapan. Se tituló como Licenciado en Derecho por la Universidad Autónoma Benito Juárez de Oaxaca. Tiempo después realizó una maestría y doctorado en Derecho. 
Ha ocupado distintos cargos, los cuales destacan:
- Juez asesor de la Presidencia del Tribunal Superior de Justicia del Estado de Oaxaca.

- Secretario de la Segunda Visitaduría de la Comisión de los Derechos Humanos del Distrito Federal (CDHDF).

- Presidente del Club Rotario de la Mixteca AC.

- Director de la Facultad de Derecho de la UABJO (1992-1994).

- Profesor e investigador de la UABJO (1994 a la fecha).

- Instructor de la Clínica de Derecho Penal en la Academia Nacional de Seguridad a través de la PJEO, para la Formación y Actualización de los Agentes del Ministerio Público.

## Trayectoria Política
Ingreso al Partido Acción Nacional en 1979.
- Presidente del Sector Juvenil del PAN.

- Representante ante el Comité Distrital Electoral en las Elecciones locales (1983).

- Diputado local suplente de la LV Legislatura del Estado (1986-1989).

- Diputado Federal suplente ante la LV Legislatura del Congreso de la Unión con el Lic. Joaquín Martínez Gallardo como propietario (1991-1994).

- Candidato al Senado de la República por el Estado de Oaxaca (1994).

- Presidente municipal de Huajuapan de León (1996-1998).

- Candidato suplente con Alfredo Ahuja Pérez a la Senaduría (2000).

- Diputado local por el distrito XV y presidente de la Comisión de Justicia de la Legislatura local (2001-2004).

- Candidato a Diputado Federal por el III Distrito electoral con cabecera en Huajuapan de León (2006).

- Consejero político estatal del PAN

- Diputado por el Distrito XV en el Estado de Oaxaca.

- Actualmente es Presidente municipal de  Huajuapan de León  (2014-2016)

## Obras
También se ha dedicado a la escritura de novelas, poesías y relatos , entre sus obras se encuentran[cita requerida]: 
- Poesía Mixteca (1998).
- Primeros Ayuntamientos de Huajuapan (1999).
- Huajuapan, Ayer y Hoy (2001).
- Hechos y Cosas de la Heroica Ciudad (2001).
- La Lucha Electoral del PAN en el Edo. de Oaxaca (2002)
- Ensayos Jurídico-Políticos (2003).
- Morelos en Oaxaca (2013)